# منهتا
منهتا (به انگلیسی: Manhatta) فیلمی ده دقیقه‌ای به کارگردانی چارلز شیلر و پاول استرند است.